# شهرستان مدیسون (تنسی)
شهرستان مدیسون، تنسی (به انگلیسی: Madison County, Tennessee) یک سکونتگاه مسکونی در ایالات متحده آمریکا است که در تنسی واقع شده‌است.

## خصوصیات
شهرستان مدیسون ۱٬۴۴۷ کیلومترمربع مساحت دارد.